# Bring 'Em Bach Alive!
Bring 'Em Bach Alive! è il primo album solista di Sebastian Bach, pubblicato nel 1999 per l'etichetta discografica Spitfire Records.
Questo è l'album che segna il debutto da solista dell'ex-frontman degli Skid Row, composto da 6 brani inediti e 10 brani degli Skid Row registrati dal vivo a Tokyo nel 1998. La traccia 13 è un medley di Monkey Business degli Skid Row e Godzilla dei Blue Öyster Cult.

## Tracce
1. Rock 'N' Roll – 5:52
2. Done Bleeding – 5:07
3. Superjerk, Superstar, Supertears – 2:38
4. Blasphemer – 2:26
5. Counterpunch – 3:55
6. Slave to the Grind (live) – 3:10
7. Frozen (live) – 7:00
8. 18 and Life (live) – 5:10
9. Beat Yourself Blind (live) – 5:23
10. Riot Act (live) – 1:58
11. Mudkicker (live) – 4:04
12. In a Darkened Room (live) – 5:07
13. Monkey Business/Godzilla (live) – 9:30
14. The Most Powerful Man in the World – 2:44
15. I Remember You (live) – 5:59
16. Youth Gone Wild (live) – 4:21

## Formazione
- Sebastian Bach - voce
- Larry Fisher - basso, cori, chitarra
- Richie Scarlet - chitarra, cori, armonica a bocca
- Anton Fig - batteria
- Wolf Hoffmann - chitarra, cori
- Dave Linsk - chitarra
- Jimmy Flemion - chitarra, cori
- Marc "Bambam" McConnell - batteria